# Ny demokrati (Sverige)

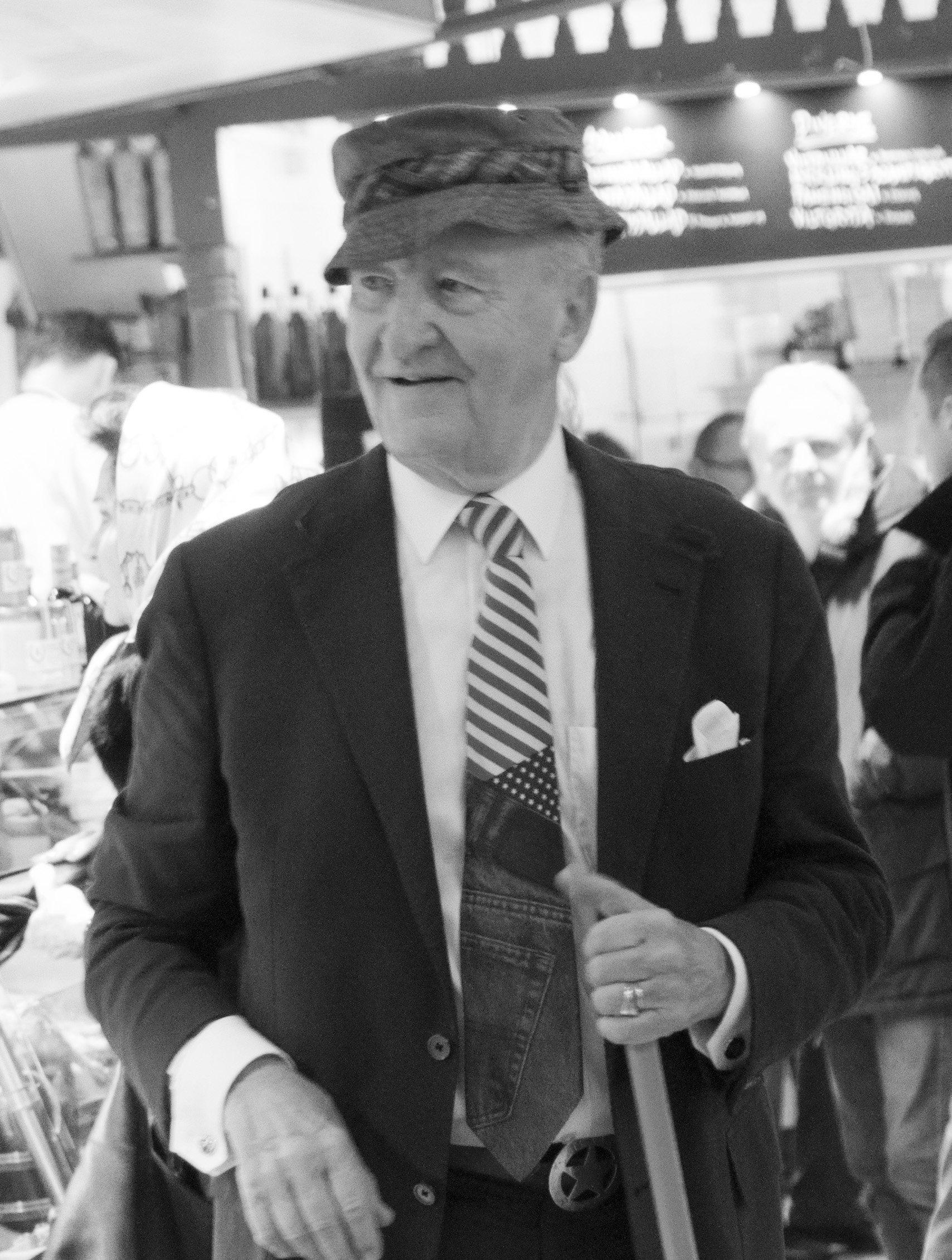
Ian Wachtmeister.

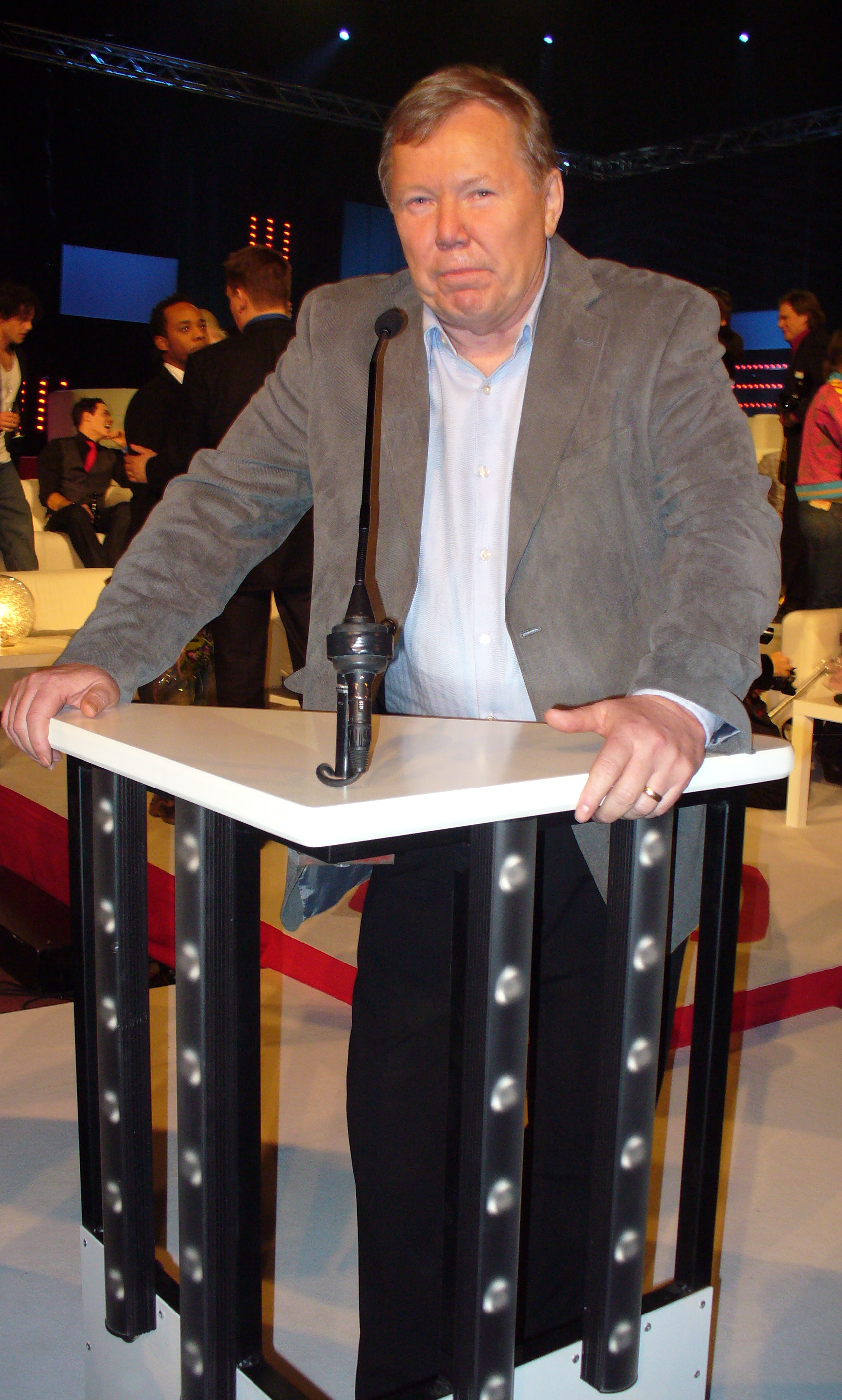
Bert Karlsson.

Ny demokrati (förkortat NyD, nyd eller nd) var ett nyliberalt, konservativt och högerpopulistiskt politiskt parti i Sverige, bildat 1991 av Ian Wachtmeister och Bert Karlsson och försatt i konkurs 2000. Partiet var representerat i Sveriges riksdag 1991–1994.
Ny Demokratis huvudsakliga profilfrågor var sänkta skatter, kraftigt bantad offentlig sektor samt en mer restriktiv flyktingpolitik, lag och ordning, minskning av antalet ledamöter i riksdagen till 151 samt maktdelning med ett direktvalt statsministerämbete. Partiet krävde kraftigt minskad invandring och med tiden övergick retoriken i välfärdschauvinism. Partiet krävde också att Sverige borde anslutas till dåvarande EG, vilket är ganska unikt för att vara ett populistiskt parti i Europa.
I riksdagsvalet 1994 förlorade partiet sina riksdagsmandat. Samtidigt förlorade det nästan all representation i kommuner och landsting, även om man behöll ett kommunalt mandat i Laholms kommun till 2002.

## Historia

### Bildandet
Skivproducenten Bert Karlsson fick 1990 frågan från damtidningen Hänt i Veckan om vilka personer han skulle sätta i en regering om han själv fick välja fritt. Detta såg Karlsson mest som ett skämt. Som statsminister satte han greven Ian Wachtmeister, som han aldrig hade träffat, men som han kände till som deltagare i lobbygruppen Den Nya Välfärden. Snart träffades paret och skrev därefter en debattartikel med titeln "Här är vårt partiprogram" i Dagens Nyheter den 25 november 1990. Den 4 februari 1991 bildades partiet vid ett möte i Skara. Karlsson och Wachtmeister kom att omnämnas i media som "Greven och betjänten".
I februari 1991 lyckades partiet komma med i en opinionsundersökning i Veckans affärer, där de har fått 11,7 procents väljarstöd. Aftonbladet återpublicerade undersökningen, eftersom partiet tycktes ha nått över fyraprocentsspärren till riksdagen. Senare skulle det dock visa sig att opinionsundersökning var gjord av ett okänt litet företag i Dala-Järna. I början var det oklart om de skulle ställa upp i valet, men i april kom beskedet att de tänkte ställa upp. Ny demokrati fick stor medial uppmärksamhet redan från början. Den 14 februari gjorde partiledaren Bert Karlsson ett uppmärksammat framträdande i TV-programmet Magasinet där han framställdes som okunnig i partiets egen politik. Kort efter detta framträdande avgick Karlsson som partiledare och efterträddes av Ian Wachtmeister.

### Riksdagsvalet 1991
Partiet sades sakna klar ideologisk hemvist och klassades av kritiker ofta som populistiskt och som ett missnöjesparti. Flera av punkterna i partiprogrammet kopierades från Den Nya Välfärdens förslag. Förespråkandet av en restriktivare invandringspolitik gav även beskyllningar om främlingsfientlighet, även om partiet slog ifrån sig sådana beskyllningar. I jämförelse med de 19 år senare invalda Sverigedemokraterna hade den invandringskritiska profilen ekonomisk-populistiska övertoner och partiet betraktades varken av anhängare eller kritiker som nationalistiskt.
Under den första valkampanjen gav partiet ut singeln Drag under galoscherna (Häng med, häng med) med "Bert-Ians" (med Paul Paljett som kompositör och främste musiker). Tanken var att låten skulle lanseras via Svensktoppen, men Sveriges Radio satte stopp för de planerna genom att hänvisa till formella skäl.
Partiets kampanj fylldes av demonstrationer där de exempelvis staplade läskbackar för att visa ekonomiska samband. Partiledarna presenterade sig som "verklighetens folk", snarare än politiker.
Vid riksdagsvalet fick partiet 6,7 procent av rösterna. Det socialistiska blocket (S och V) fick sammanlagt 42,2 procent medan det borgerliga blocket (C, FP, KD och M) fick 46,7 procent av rösterna. Det innebar att Ny Demokrati fick ställning som vågmästare.
När det på Sveriges Televisions valvaka stod klart att Ny Demokrati valts in i riksdagen och Ian Wachtmeister och Bert Karlsson kom in i studion, lämnade Folkpartiets partiledare Bengt Westerberg demonstrativt studion.
1991 års valundersökning visade att 53 procent av Ny Demokratis väljare röstade på partiet på grund av "nya fräscha tag", behovet av att "röra runt i grytan" samt att partiet ansågs veta hur "vanligt folk tycker och tänker". 19 procent angav att de röstade på Ny Demokrati på grund av invandringsfrågor, vilket var mångdubbelt fler än bland övriga partier. 11 procent av väljarna röstade på partiet med hänvisning till skattefrågan. Dock uppgav 48 procent att de egentligen tyckte bättre om ett annat parti, men att de av taktiska skäl röstade på Ny Demokrati.
| ”             | Det hävdas ibland att Ny demokrati kom in i riksdagen på kritik mot invandringspolitiken. Så var det inte. Invandringsfrågan fanns med, men var inte särskilt framträdande i valrörelsen 1991. Ny demokrati gick till val på billigare sprit, slopade lapplisor och roligare politik. | „ |
| – Björn Häger | |   |

### Riksdagstiden (1991–1994)
För en lista över riksdagsledamöter för Ny Demokrati, se Lista över ledamöter av Sveriges riksdag 1991–1994.
Ny Demokrati fick 6,7 procent av rösterna i riksdagsvalet 1991, 25 riksdagsmandat och sammanlagt 335 mandat på kommunal nivå. Bland de invalda återfanns flera personer med tidigare bakgrund i högerpopulistiska partier, som riksdagsledamöterna Leif Bergdahl och Sten Söderberg.
Partiet accepterade att en borgerlig fyrpartiregering bildades som en följd av valresultatet. I det första riksdagsbeslut partiet deltog i röstade man för moderaten Ingegerd Troedsson i talmansvalet mot den sittande talmannen, socialdemokraten Thage G Peterson. Detta beslut kom Ian Wachtmeister senare att ångra, då han menade att partiet genom att rösta på Peterson hade kunnat markera sitt oberoende gentemot den tillträdande regeringen.
År 1992 blev det alltmer tydligt att Ny Demokrati valde att satsa på den invandringsrestriktiva linjen med krav på utvisning av utländska medborgare som begår brott, delvis som ett svar på invandringspolitikens problem som uppstått i kölvattnet av att det kommit fler flyktingar från Bosnien. Andra flyktingrelaterade frågor som partiet drev var lån istället för bidrag och tillfälliga istället för permanenta uppehållstillstånd, krav som emellertid figurerat redan i 1991 års valrörelse. Även minskad u-hjälp föreslogs.
Efter en internationell spekulationsvåg hösten 1992 höjde riksbanken räntan till 500 procent. Ny demokrati hotade med att provocera fram ett nyval, varpå Carl Bildt istället kontaktade Ingvar Carlsson, efter vilket förhandlingar ledde fram till flera krispaket.
Samtidigt började Ny Demokrati falla sönder med avhopp från riksdagsgruppen, uteslutningar, besynnerliga medieutspel, skandaler och inre stridigheter.
Sommaren 1993 genomförde partiet en sommarturné, där företrädare som Vivianne Franzén framförde partiets invandringspolitik. Samma sommar orsakade Bert Karlsson rubriker på grund av sitt stöd till musikgruppen Ultima Thule genom sitt skivbolag.
I oktober 1993 hade stödet för partiet sjunkit till 4,4 procent vid en opinionsundersökning.[källa behövs] Samtidigt blev splittringen mellan Karlsson och Wachtmeister alltmer tydlig. I februari 1994 meddelade Wachtmeister sin avgång som ordförande, och en invecklad maktkamp utbröt. Wachtmeister lanserade Sten Dybeck som partiledare, medan Karlsson önskade advokaten Pelle Svensson eller ekonomen Carl Hamilton, personer som tidigare inte hade varit förknippade med partiet. I april valdes dock Harriet Colliander till partiordförande för att i juni ersättas av Wachtmeisters kandidat Vivianne Franzén.
I voteringen om vårdnadsbidrag mot slutet av riksdagsåret 1994 var Ny Demokratis riksdagsgrupp splittrad i tre falanger: en ledd av läkaren Leif Bergdahl röstade för regeringens förslag om vårdnadsbidrag, en ledd av förre partiledaren Ian Wachtmeister lade ned sina röster medan en tredje falang ledd av Bert Karlsson företrädde den tidigare partilinjen och röstade nej. Det enda tack Ny Demokrati fick för sitt stöd till regeringen under hela mandatperioden var ett brev från Alf Svensson till Leif Bergdahl för genomförandet av vårdnadsbidraget.[källa behövs]
Moderaternas gruppledare Lars Tobisson har berättat att han diskuterade de flesta besluten med Ny Demokratis Ian Wachtmeister inför omröstningar eftersom regeringen saknade egen majoritet.
Valet 1994 blev ett fiasko för partiet som bara fick 1,4 procent av rösterna och förlorade samtliga riksdagsmandat. I kommunerna lyckades man dock behålla 53 fullmäktigeplatser i 36 kommuner. Partiet hade kollapsat under interna fraktionsstrider, något Nationalencyklopedin förklarar med ”en spänning mellan en företagarinriktad höger kring Wachtmeister och en mer ’folkligt’ inriktad politik personifierad av Bert Karlsson”. Andra förklaringar som har diskuterats var att de allt mer finfördelade fraktionerna använde angrepp genom media istället för interna samtal för att lösa partiets problem. Partiet saknade inre organisation för att hantera den interna debatten, och hanterandet av konflikter med allt fler rättshaverister och kriminella i lokalavdelningarna tog stor kraft i partiets verkställande utskott. Ytterligare en faktor som utpekats var den fria alkohol som serverades på gruppmöten i riksdagen, vilket inledningsvis höjde stämningen, men sedan ledde till dåligt underbyggda beslut, stökighet och utvecklande av alkoholproblem bland vissa riksdagsledamöter. Media hade gett partiet stor uppmärksamhet i valrörelsen 1991 som ett underhållande fenomen, men började inte granska partiet på allvar förrän efter 1991, och avslöjade då felaktigheter och vandringshistorier om invandrare som företrädare för partiet spred.
| ”                  | Ny demokrati bildades genom att två personer fick för sig att man skulle starta ett politiskt parti, varpå man gick ut och annonserade efter folk som var intresserade av att sitta i riksdagen. De hade inte byggt upp partiet underifrån och företrädarna var inte genomtänkta i sina ståndpunkter, man fick olika svar beroende på vem som yttrade sig. Efter en mandatperiod var partiet borta. | „ |
| – Bengt Westerberg | |   |

### Efter 1994
Åren efter 1994 ledde till en allt stadigare nedgång för partiet, som omgav sig med skandaler, processer och kontroversiella utspel.[källa behövs] Det hade lyckats behålla vissa mandat i kommunerna på sina håll, men fraktionsstridigheter ledde till att allt fler inom partiledningen hoppade av eller uteslöts.
Efter tiden i riksdagen började Ny Demokrati inleda kontakter med bland annat Sverigedemokraterna, Sjöbopartiet och Centrumdemokraterna.
Redan före valet 1994 hade flera lokalavdelningar runtom i landet brutit sig ut och bildat egna partier under andra namn. I juli 1995 lämnade Bert Karlsson partiet och bildade lokalpartiet Skara Framtid som hade tre mandat i kommunen. Ian Wachtmeister lämnade också partiet efter valet. På en extra partistämma 18 januari 1997 avsattes Vivianne Franzén som partiledare och i hennes ställe valdes Bengt G. Andersson från Västerås. Denne avgick senare samma år på grund av de hot som riktades mot partiet.
Dåvarande partiledare John Bouvin avsåg att i valet 1998 ingå valteknisk samverkan med Konservativa partiet men detta stoppades efter ett stormigt möte i Stockholm mellan de båda partierna då oppositionen inom Ny Demokrati emot ett sådant samarbete blev för stor. Bouvin avsattes i maj 1998 som partiledare. I valet 1998 fick Ny Demokrati endast 8 297 röster eller 0,15 procent av rösterna. Wachtmeister hade då startat ett nytt parti, Det nya partiet, vars partiprogram påminde om det tidiga Ny demokrati men var radikalt annorlunda organiserat med betydligt färre medlemmar.
På kommunal nivå klarade sig Ny Demokrati i vissa fall längre än vad det gjorde i riksdagen. Från 1991 fram till 2002 hade partiet mandat i Laholms kommun, som efter 1998 var den enda kommunen där partiet fortfarande hade något mandat.
Den 25 februari 2000 sattes partiet i konkurs.
I riksdagsvalet 2002, när partiets riksorganisation formellt inte längre fanns kvar, fick Ny Demokrati 106 röster.. I samma års kommunalval ställde partiet endast upp i Gotlands kommun, där man fick 31 röster, eller 0,09 procent av rösterna.
I en del kommuner återfanns dock rester av Ny Demokrati ännu 2012 som avknoppade organisationer under olika lokala partibeteckningar, exempelvis Markbygdspartiet, Axel Ingmars Lista - Avestapartiet, Folkviljan på Orust, Österåkerspartiet, Staffanstorpspartiet, Götenes framtid och Laholmspartiet.

## Partiledare

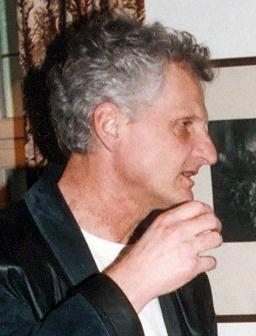
John Bouvin var riksdagsledamot 1991-1994. Han valdes till partiledare 1997 men förlorade den posten redan i maj 1998 då partiets stämma istället valde Per Anders Gustavsson som ny partiledare och som blev den som fick leda partiets valrörelse samma år..

| Period    | Namn                  |
| --------- | --------------------- |
| 1991      | Bert Karlsson         |
| 1991–1994 | Ian Wachtmeister      |
| 1994      | Harriet Colliander    |
| 1994–1997 | Vivianne Franzén      |
| 1997      | Bengt G. Andersson    |
| 1997–1998 | John Bouvin           |
| 1998–1999 | Per Anders Gustavsson |
| 1999–2000 | Ulf Eriksson          |

## Valresultat

### Riksdagsval

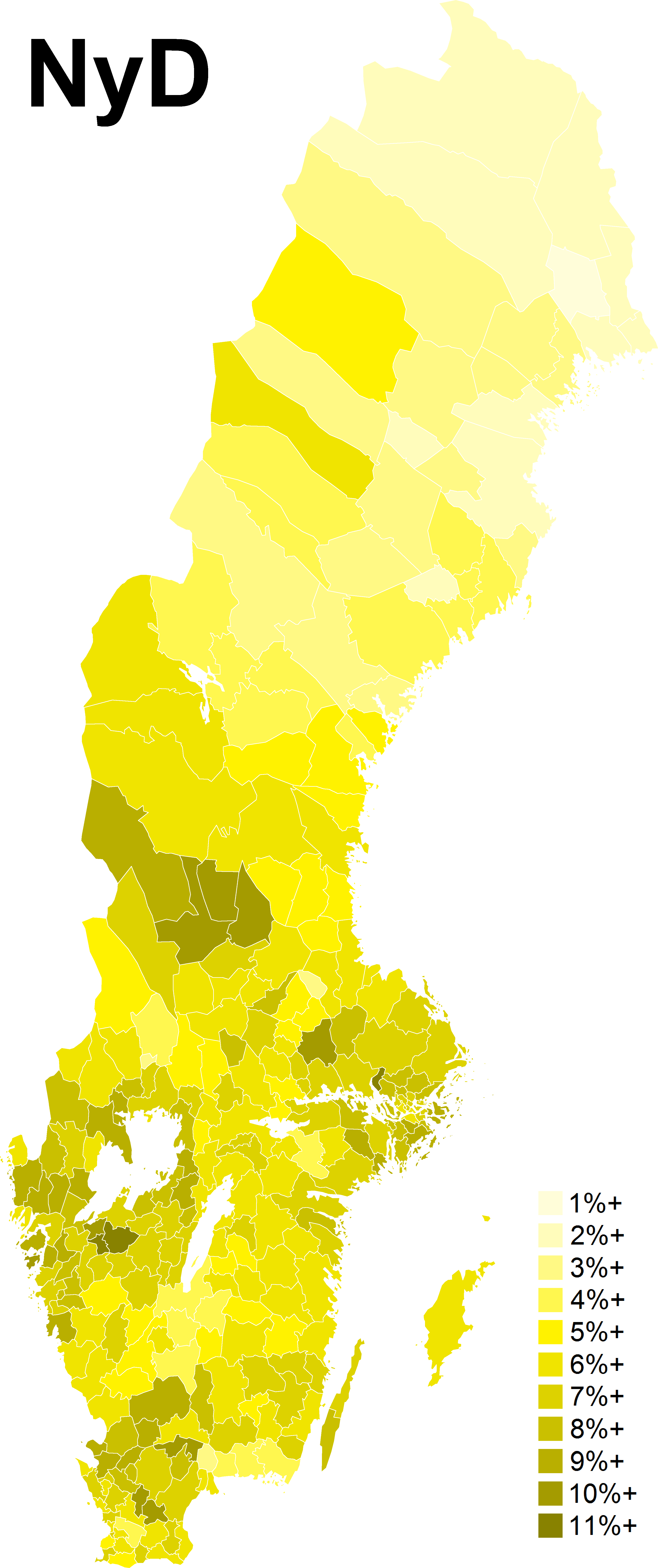
Röstandel för Ny demokrati i Sveriges alla kommuner vid riksdagsvalet 1991.

| År   | Röster  | Röstandel | Förändring röstandel (procentenh.) | Mandat    | Förändring mandat | Ref    |
| ---- | ------- | --------- | ---------------------------------- | --------- | ----------------- | ------ |
| 1991 | 368 281 | 6,73 %    |                                    | 25 av 349 |                   |        |
| 1994 | 68 663  | 1,24 %    | −5,49                              | 0 av 349  | −25               |        |
| 1998 | 8 297   | 0,16 %    | −1,08                              | 0 av 349  | 0                 | [ 33 ] |

### Landstingsval
| År   | Röster | Röstandel | Förändring röstandel (procentenh.) | Mandat     | Förändring mandat | Ref    |
| ---- | ------ | --------- | ---------------------------------- | ---------- | ----------------- | ------ |
| 1991 | 39 936 | 0,7 %     |                                    | 0 av 1 763 |                   | [ 38 ] |
| 1994 | 51 260 | 1,0 %     | 1                                  | 0 av 1 777 | 0                 | [ 38 ] |
| 1998 |        |           |                                    | 0 av 1 646 | 0                 |        |

### Kommunalval
| År   | Röster  | Röstandel | Förändring röstandel (procentenh.) | Mandat        | Förändring mandat | Ref    |
| ---- | ------- | --------- | ---------------------------------- | ------------- | ----------------- | ------ |
| 1991 | 188 085 | 3,4 %     |                                    | 335 av 13 526 |                   | [ 38 ] |
| 1994 | 62 550  | 1,1 %     | −2,3                               | 53 av 13 550  | −282              |        |
| 1998 |         |           |                                    | 1 av 13 388   | −52               |        |